# محمد شاه سلطان ملقا
محمد شاه بن ميجات اسكندر شاه ( - 1444) هو ثالث سلاطين ملقا. وابن ميجات اسكندر شاه سلطان ملقا. حكم سلطنة ملقا في الفترة من 1424 إلى 1444.:246 كان هندوسيًا واعتنق الإسلام مع إسكندر شاه لديه ابنان: راجا قاسم وراجا إبراهيم. يُعد أول من ارتدى اللباس التقليدي المعروف بـ باجو ملايو.